# Ferri (tessitura)

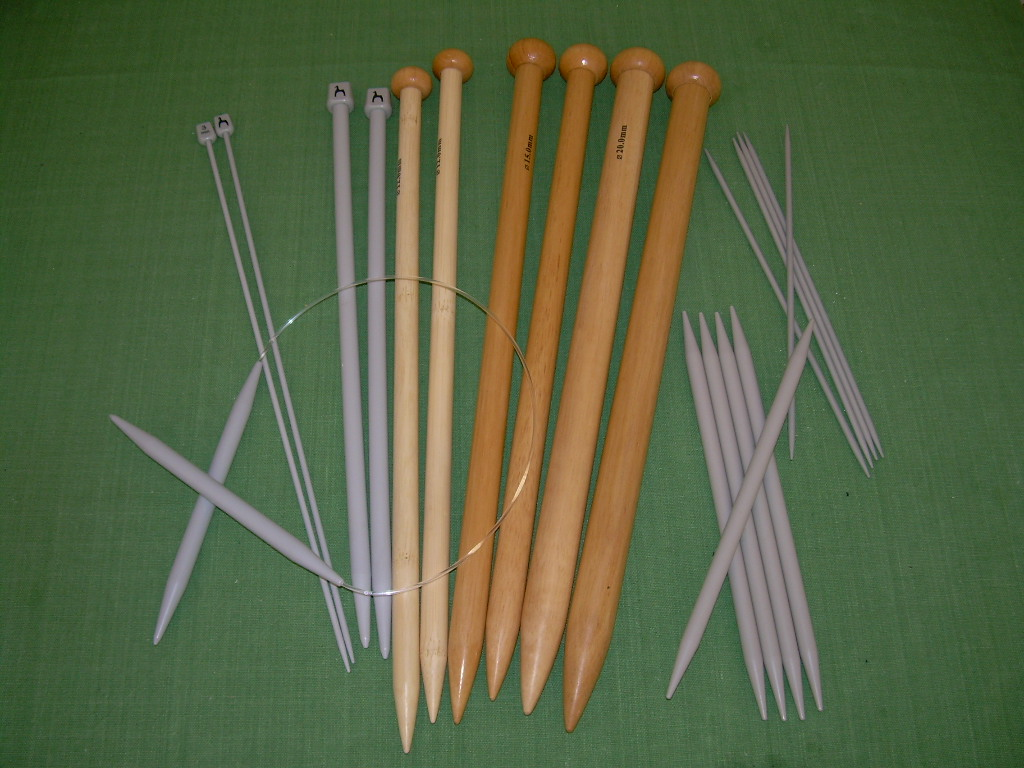
Ferri (o aghi) per la lavorazione a maglia

I ferri o aghi sono gli strumenti di base utilizzati per la realizzazione dei lavori a maglia.
Si possono trovare in commercio in diversi materiali la cui scelta dipende dal gusto personale: acciaio, alluminio anodizzato, alluminio verniciato, plastica, acrilico (plexiglas), ottone cavo nichelato, fibra di carbonio, bambù e legno.
I ferri si possono dividere in tre categorie:
- ferri dritti, a una punta, lunghi da 20 a 80 cm, con una punta a un'estremità e un fermo all'altra, servono per i pezzi base da lavorare separatamente (davanti, dietro, maniche, colli, tasche, pannelli, inserti, ecc.);
- ferri a due punte o gioco di ferri, composti di set di 4 o più ferri, lunghi dai 15 ai 40 cm e con punte a entrambe le estremità, vengono usati per lavorare capi in tondo, come guanti, calze, colli o berretti, senza dover fare cuciture;
- ferri circolari, costituiti da due corte punte collegate da un cavo flessibile e lunghi dai 20 ai 150 cm, per realizzare lavori di forma tubolare, per certi tipi di collo o per capi che non richiedono cuciture, tuttavia il ferro circolare può anche essere utilizzato (e alcuni lo trovano più comodo) per realizzare i capi a più pezzi; inoltre, è indicato per lavorare capi di dimensioni molto vaste, come gli scialli. Tipici capi che non richiedono cuciture sono ad esempio i pullover originali dell'Isola di Fair e i maglioni da pescatore inglesi (Gansey). La lavorazione di capi senza cuciture è stata resa particolarmente popolare negli anni Settanta da Elizabeth Zimmermann e da Barbara G. Walker.

## Numero
I ferri per il lavoro a maglia nell'Europa continentale hanno un numero che corrisponde al loro diametro in millimetri; sistemi di misure diversi sono usati nel Regno Unito, negli USA e in Giappone. (Non è difficile trovare su Internet tabelle di conversione delle misure, per i ferri o per gli uncinetti.) Le misure possono variare dai 1 a 50 millimetri con una numerazione che procede di mezzo millimetro (a cui si aggiungono i ferri da 1,25, 1,75, 2,25, 2,75, 3,25 3,75 derivanti dalle numerazioni americana e inglese) fino ai 6 mm e di 1 mm o più oltre. I ferri più usati per lavori in filato di media grossezza compresi tra i 3 e i 6 mm.